# Civilsamfundet
 Der er for få eller ingen kildehenvisninger i denne artikel, hvilket er et problem. Du kan hjælpe ved at angive troværdige kilder til de påstande, som fremføres i artiklen.

Civilsamfundet er i modsætning til staten og markedet den del af samfundet, der ligger uden for den formelle økonomi og det formelle politiske system. Civilsamfundet dækker både over fonde, socialøkonomiske virksomheder, selvejende institutioner, interesse- og brugerorganisationer, uformelle netværk og sociale bevægelser samt frivillige foreninger såsom ikke-kommercielle sportsklubber. Begrebet er udviklet indenfor sociologien, hvorfra det har bredt sig til de andre samfundsvidenskaber.[kilde mangler]
I den politiske system kan civilsamfundet repræsentere "den almindelige borgers" holdning. Dette sker f.eks., når Forbrugerrådet Tænk påvirker staten til at sikre bedre forhold for forbrugerne eller når almennyttige fonde som Realdania, TrygFonden og Rockwool Fonden øver direkte indflydelse i offentlige projekter herunder etableringen af infrastruktur og evaluering af forvaltning og politik. Således kan civilsamfundet være relativt økonomisk uafhængige af både marked og stat og på samme tid være en integreret aktør i den politiske proces på en sådan måde, "hvor normen i Danmark ellers har været, at stat og kommuner traf de autoritative afgørelser".
I Danmark bidrager samarbejdet mellem civilsamfundet og offentlige og private institutioner til at løse komplekse samfundsudfordringer. Det kombinerer ressourcer, ekspertise, perspektiver og indflydelse fra forskellige sektorer, hvilket kan fremme innovation og styrke demokratiet. Det sikrer, at borgerne får større indflydelse og en stærkere stemme gennem deres deltagelse i civilsamfundets organisationer og bevægelser.
Store velfærdsudfordringer kan kræve løsninger, der involverer samarbejde mellem offentlige, private og selvejende aktører samt civilsamfundet. Samarbejder mellem den offentlige og private sektor kan bidrage til at udvikle offentlige serviceløsninger i velfærdssamfundet og fremme innovation, vækst og arbejdspladser i den private sektor.
Civilsamfundet er et begreb, der stadig diskuteres og ikke mindst civilsamfundets rolle i forhold til demokrati. Civilsamfundet afspejler mange forståelser af, hvordan forholdet bør være mellem den enkelte, samfundet og staten. I et demokrati skal alle gennem foreninger og organisationer have mulighed for at diskutere, hvordan samfundet skal organiseres, og hvordan problemer skal håndteres. I begrebet civilsamfund indgår alle mulige former for organisationer og foreninger uden for staten og markedet. Det kan således være alt fra store kirkelige organisationer som den katolske kirke til en lille frimærkeklub.[kilde mangler]

## Teori
En af de sociologer, der har beskæftiget sig mest indgående med civilsamfundet er Jürgen Habermas. Han understreger bl.a., at civilsamfundets kommunikationsformer adskiller sig fra kommunikationsformerne i stat og marked. Ifølge Habermas består et samfund af tre overordnede dele: stat, marked og livsverden. Civilsamfundet er i denne kontekst de institutioner, der udspringer af livsverdenen.[kilde mangler]